# Olympische Sommerspiele 1996/Teilnehmer (Slowenien)
| Gelbes Symbol für Goldmedaillen mit stilisierten Olympischen Ringen | Graues Symbol für Silbermedaillen mit stilisierten Olympischen Ringen | Braundes Symbol für Bronzemedaillen mit stilisierten Olympischen Ringen |
| ------------------------------------------------------------------- | --------------------------------------------------------------------- | ----------------------------------------------------------------------- |
| —                                                                   | 2                                                                     | —                                                                       |

Slowenien nahm an den Olympischen Sommerspielen 1996 in Atlanta, USA, mit einer Delegation von 37 Sportlern (25 Männer und zwölf Frauen) teil.

## Medaillengewinner
Mit zwei gewonnenen Silbermedaillen belegte das slowenische Team Platz 55 im Medaillenspiegel.

### Silber
| Name            | Sportart       | Wettkampf                |
| --------------- | -------------- | ------------------------ |
| Andraž Vehovar  | Kanu           | Einer-Kajak, Slalom      |
| Brigita Bukovec | Leichtathletik | Frauen, 100 Meter Hürden |

## Teilnehmer nach Sportarten

### Bogenschießen
- Samo Medved
Einzel: 14. Platz
Mannschaft: 5. Platz

- Peter Koprivnikar
Einzel: 54. Platz
Mannschaft: 5. Platz

- Matevž Krumpeštar
Einzel: 64. Platz
Mannschaft: 5. Platz

### Kanu
- Andraž Vehovar
Einer-Kajak, Slalom: Silber

- Jernej Abramič
Einer-Kajak, Slalom: 7. Platz

- Fedja Marušić
Einer-Kajak, Slalom: 26. Platz

- Gregor Terdić
Einer-Canadier, Slalom: 24. Platz

- Simon Hočevar
Einer-Canadier, Slalom: 28. Platz

### Leichtathletik
- Miro Kocuvan
400 Meter Hürden: Vorläufe

- Gregor Cankar
Weitsprung: 6. Platz

- Igor Primc
Diskuswurf: 24. Platz in der Qualifikation

- Jerneja Perc
Frauen, 100 Meter: Vorläufe

- Alenka Bikar
Frauen, 200 Meter: Halbfinale

- Helena Javornik
Frauen, Marathon: 53. Platz

- Brigita Bukovec
Frauen, 100 Meter Hürden: Silber

- Britta Bilač
Frauen, Hochsprung: 9. Platz

- Ksenija Predikaka
Frauen, Weitsprung: 21. Platz in der Qualifikation

- Renata Strašek
Frauen, Speerwurf: 21. Platz in der Qualifikation

### Radsport
- Robert Pintarič
Straßenrennen, Einzel: 70. Platz
Einzelzeitfahren: 32. Platz

### Rudern
- Iztok Čop
Einer: 4. Platz

- Erik Tul
Doppelzweier: 14. Platz

- Luka Špik
Doppelzweier: 14. Platz

- Denis Žvegelj
Vierer ohne Steuermann: 4. Platz

- Jani Klemenčič
Vierer ohne Steuermann: 4. Platz

- Milan Janša
Vierer ohne Steuermann: 4. Platz

- Sadik Mujkič
Vierer ohne Steuermann: 4. Platz

### Schießen
- Rajmond Debevec
Luftgewehr: 6. Platz
Kleinkaliber, Dreistellungskampf: 9. Platz
Kleinkaliber, liegend: 9. Platz

### Schwimmen
- Jure Bučar
200 Meter Freistil: 34. Platz
400 Meter Freistil: 20. Platz

- Igor Majcen
1500 Meter Freistil: 28. Platz

- Peter Mankoč
100 Meter Schmetterling: 36. Platz
200 Meter Lagen: Vorläufe

- Metka Sparavec
Frauen, 50 Meter Freistil: 25. Platz
Frauen, 100 Meter Freistil: 28. Platz

- Alenka Kejžar
Frauen, 200 Meter Brust: 20. Platz
Frauen, 200 Meter Lagen: 19. Platz

### Segeln
- Tomaž Čopi
470er: 14. Platz

- Mitja Margon
470er: 14. Platz

- Vesna Dekleva
Frauen, Windsurfen: 18. Platz

- Janja Orel
Frauen, 470er: 19. Platz

- Alenka Orel
Frauen, 470er: 19. Platz